# 武狀元蘇乞兒
《武狀元蘇乞兒》是1992年上映的一部香港喜劇電影，由陳嘉上執導，周星馳、張敏、吳孟達主演。本片入圍第12屆香港電影金像獎及第30屆金馬獎共七項提名。

## 劇情簡介
蘇察哈爾燦，人稱蘇燦，是清朝廣州將軍之子，因旗人門閥身份及世代單傳，恃寵而驕，不識四書五經，只愛拳脚武藝，成日飲酒狎妓。
一次，蘇燦在妓院怡紅院宴客，帮助了丐幫長老洪日新，又遇见藝妓如霜。如霜實為丐幫前任幫主之女，為了報父仇而意圖佈局圍殺天理教教主趙無極，但蘇燦心儀於如霜，與酒客蒙古親王僧格林沁及其幕僚趙無極發生衝突，使得如霜計畫破局。後來蘇燦为了搏得如霜歡心，決定上京投考武狀元。
在考場上，僧格林沁的侄子博達爾多暗擲毒鏢，卻被反彈的毒鏢殺死，使得蘇燦獲得武狀元。但僧格林沁和趙無極在咸丰帝面前揭穿蘇燦是文盲，並且以筆試作弊為由，讒言陷害，讓皇帝將蘇燦父子貶為乞丐（廣東俗稱「乞兒」），之後又羞辱蘇燦，廢掉他的武功。
屢受陷害而萬念俱灰後，蘇燦再次遇到洪七公傳人洪日新，得其传授睡梦罗汉拳，並以此奪得丐幫幫主之位，並靠大還丹恢復武功。另一方面，趙無忌計劃在皇上狩獵時弒君奪位，計劃前夜，如霜與丐幫長老莫老三去探听天理教虚实，莫老三不敵敗走，如霜被擒後遭到催眠，成為天理教的刺客，潛入獵場刺殺皇帝。蘇燦得知如霜被抓，率幫眾連夜前往獵場，並用降龍十八掌消滅趙無極。
事後，蘇燦拒絕了皇帝的賞賜，只要了一個寫著「奉旨乞食」的討飯缽，並與如霜結為夫婦，生下很多小孩，過著愉快的行乞生活。

## 演員陣容
| 演員   | 角色     | 備註                                                                                            | 粵語配音 |
| 周星馳 | 蘇燦     | 將軍之子，全名蘇察哈爾燦 不學無術，自己姓名也不懂寫，但武藝了得；後靠著其天賦及智慧成了丐幫幫主 | 本人     |
| 張敏   | 如霜     | 丐幫千金 怡紅院客串藝妓，令蘇燦一見鍾情                                                         | 龍寶鈿   |
| 吳孟達 | 廣州將軍 | 蘇燦父親，官職為廣州將軍 名門。武舉事件後，慘遭滿門抄家                                         | 本人     |
| 徐少強 | 趙無忌   | 天理教教主，又稱趙無極 武功高強、擅異術。咸豐受封其為都察院副左都御史                           | 陳欣     |
| 鄭丹瑞 | 師爺     | 任職於蘇家 曾幫蘇燦於武舉筆試作弊，後卻也因此離開蘇家                                           | 本人     |
| 陳百祥 | 吏部尚書 | 吏部尚書 武狀元決賽中，曾以兩百萬銀兩下注蘇燦勝出                                               | 本人     |
| 苑瓊丹 | 龜婆     | 怡紅院經營者 和蘇燦為好友                                                                       | 本人     |
| 陳慧儀 | 小翠     | 如霜妹妹 亦同為丐幫，客串藝妓                                                                   | 本人     |
| 黎彼得 | 主考官   | 主持武科舉 姓鄭，和蘇父為舊識                                                                   | 本人     |
| 林威   | 僧格林沁 | 王爺 引薦趙無忌入宮。為博達爾多的叔叔                                                           |          |
| 吳育樞 | 博達爾多 | 武科舉考生 來自蒙古，蘇燦的最大競爭者                                                           |          |
| 王鍾   | 莫老三   | 丐幫長老 又稱莫大叔，保管「打狗棒」的資深長老之一                                               |          |
| 袁祥仁 | 洪日慶   | 洪七公傳人 乞丐，曾於怡紅院乞討                                                                 | 馮志輝   |
| 黃衍蒙 | 咸豐帝   | 大清皇帝 賜趙無忌官位，下令蘇氏父子終身要飯（不得賣藝維生）                                     | 陳永信   |
| 周金江 | 捕頭     | 官府人員 曾抓捕蘇燦父親，強迫蘇式父子吃狗飯                                                     |          |
| 鄧泰和 | 丐幫長老 | 負責蓮花落陣的考驗，後服從蘇燦                                                                  |          |
| 鄒義訓 | 牛大春   | 富家子弟 蘇氏父子曾向其要錢                                                                     |          |
| 李健仁 | 紅衣女子 | 蘇燦朋友的阿姨的妹妹 外型粗獷                                                                   |          |
| 楊冪   | 蘇燦女兒 | 蘇燦与如霜的女兒 僅於片尾出現                                                                   |          |
| 林秀偉 | 金粉美人 | 趙無忌為取悅皇帝以異術變出的美人，實為天理教教眾，後遭如霜擊殺 其橋段與麥可某首MV雷同           | 無對白   |

## 電影歌曲
| 曲別   | 歌名           | 演唱   | 作詞 | 作曲   | 發行     |
| 主題曲 | 長路漫漫伴你闖 | 林子祥 | 黃霑 | 顧嘉煇 | 華納唱片 |

## 獎項
| 年份 | 頒獎典禮             | 獎項         | 名單                                                    | 結果 |
| ---- | -------------------- | ------------ | ------------------------------------------------------- | ---- |
| 1993 | 第12屆香港電影金像獎 | 最佳電影     |                                                         | 提名 |
| 1993 | 第12屆香港電影金像獎 | 最佳導演     | 陳嘉上                                                  | 提名 |
| 1993 | 第12屆香港電影金像獎 | 最佳編劇     | 陳健忠                                                  | 提名 |
| 1993 | 第12屆香港電影金像獎 | 最佳攝影     | 鍾志文                                                  | 提名 |
| 1993 | 第12屆香港電影金像獎 | 最佳電影配樂 | 顧嘉輝                                                  | 提名 |
| 1993 | 第12屆香港電影金像獎 | 最佳電影歌曲 | 〈長路漫漫伴你闖〉 主唱：林子祥 作曲：顧嘉輝 填詞：黃霑 | 提名 |
| 1993 | 第30屆金馬獎         | 最佳電影歌曲 | 顧嘉輝                                                  | 提名 |

## 外部連結
- 香港影庫上《武狀元蘇乞兒》的資料（繁體中文）
- 開眼電影網上《武狀元蘇乞兒》的資料（繁體中文）
- 豆瓣电影上《武狀元蘇乞兒》的資料 （简体中文）
- 时光网上《武狀元蘇乞兒》的資料（简体中文）
- 爛番茄上《武狀元蘇乞兒》的資料（英文）
- AllMovie上《武狀元蘇乞兒》的资料（英文）
- 互联网电影数据库（IMDb）上《武狀元蘇乞兒》的资料（英文）